# SN 1996H
SN 1996H – supernowa typu Ia odkryta 14 lutego 1996 roku w galaktyce A122852-0005. W momencie odkrycia miała maksymalną jasność 22,80m.